# Егоров, Евгений Владимирович
}}
Евгений Владимирович Егоров (род. 14 февраля 1976 года) — казахстанский байдарочник.

## Награды и достижения
| Год  | Место проведения | Дисциплина | Медаль  |
| ---- | ---------------- | ---------- | ------- |
| 1994 | Хиросима         | К-1 500 м  | Бронза  |
| 1994 | Хиросима         | К-1 1000 м | Бронза  |
| 1998 | Бангкок          | К-1 500 м  | Золото  |
| 1998 | Бангкок          | К-2 1000 м | Золото  |
| 2002 | Пусан            | К-4 500 м  | Золото  |
| 2002 | Пусан            | К-4 1000 м | Серебро |
| 2010 | Гуанчжоу         | К-4 1000 м | Серебро |

## Карьера
Начал заниматься греблей в 1988 году. В сборной работал под руководством Владимира Образцова.
В 1994 году на Азиаде завоевал две бронзовые награды (К-1, 500 м; К-1, 1000м).
Участвуя в Олимпиаде 1996 года в гребле на байдарке-двойке на дистанции 1000 метров был 19-м.
Двукратный чемпион Азии 1997 года (К-1, 200 м; К-2, 1000м).
Двукратный победитель Азиады 1998 года (К-1, 500 м; К-2, 1000м).
Победитель (К-4, 500м) и серебряный призёр (К-4, 1000м) Азиады 2002 года.
На чемпионате Азии 2009 года завоевал золото (К-4, 1000м) и два серебра (К-2, 200 м; К-4, 500м)
Серебряный призёр (К-4, 1000м) Азиады 2010 года.
Многократный чемпион Казахстана. Призёр I спартакиады народов Казахстана.
Мастер спорта Республики Казахстан международного класса. Является старшим инструктором команды УВД ЮКО. Капитан полиции. Тренер СДЮШОР по гребному спорту Темиртау.